# Peter Lösche

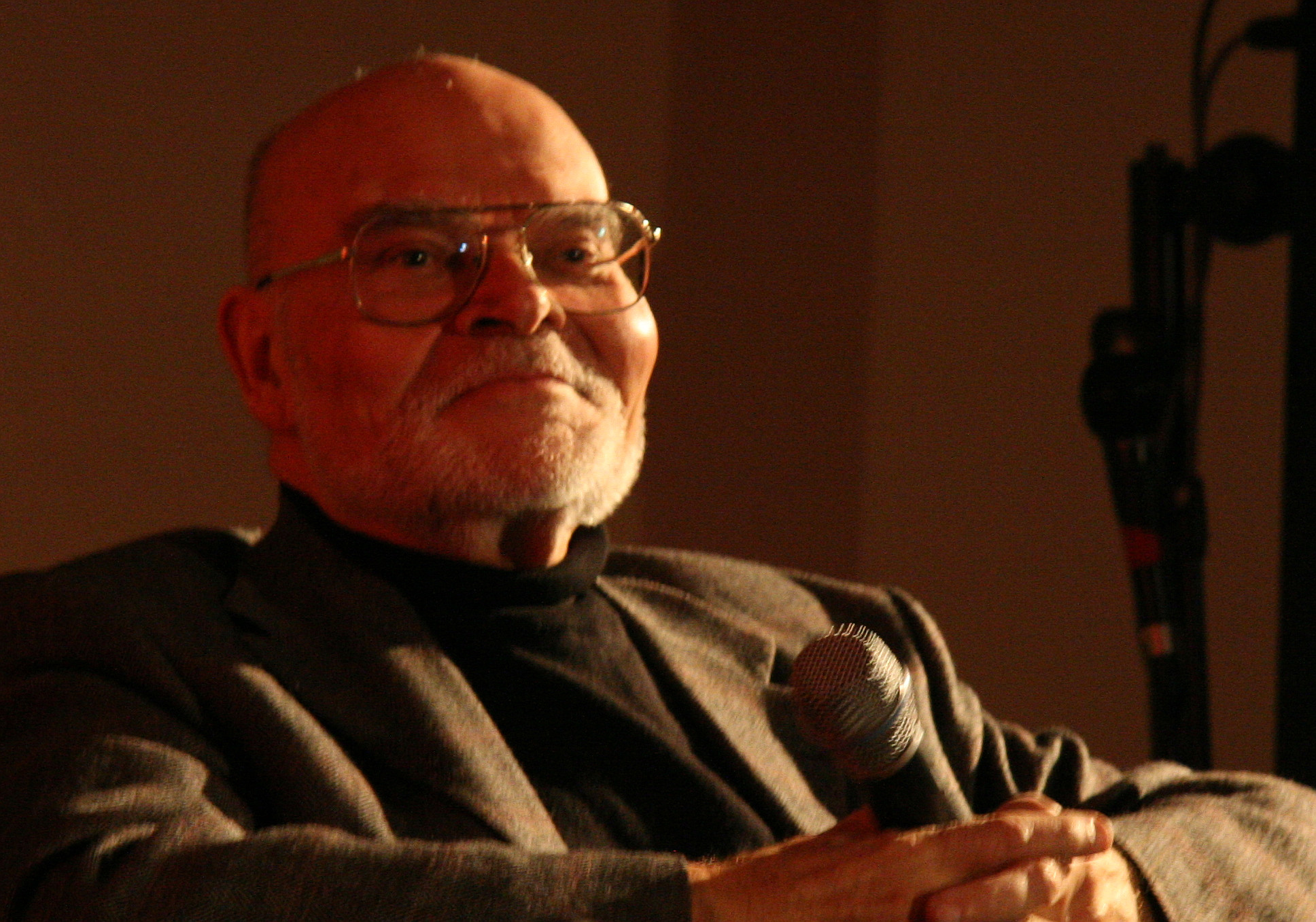
Peter Lösche (2010)

Peter Lösche (* 13. Februar 1939 in Berlin; † 9. März 2016 in Kassel) war ein deutscher Politikwissenschaftler und Professor für Politikwissenschaft. Er lehrte bis zur Emeritierung 2007 an der Universität Göttingen.

## Leben
Peter Lösche wurde 1939 als Sohn des Schriftsetzers und SPD-Politikers Bruno Lösche (1898–1963; 1946–1963 Bezirksstadtrat für Volksbildung in Berlin-Tiergarten) und der SPD-Politikerin Dora Lösche, geborene Ludwig (1906–1985) in Berlin geboren. Er studierte „Geschichte, Politikwissenschaft, Geografie und Philosophie an der FU Berlin, Universität Göttingen und in den Vereinigten Staaten“, bevor er 1966 an der FU Berlin zu einem historischen Thema promoviert wurde. Zwischen 1969 und 1971 war Lösche Kennedy Memorial Fellow an der Harvard University, 1971–1972 übernahm er eine Lehrstuhlvertretung an der Universität Hamburg.

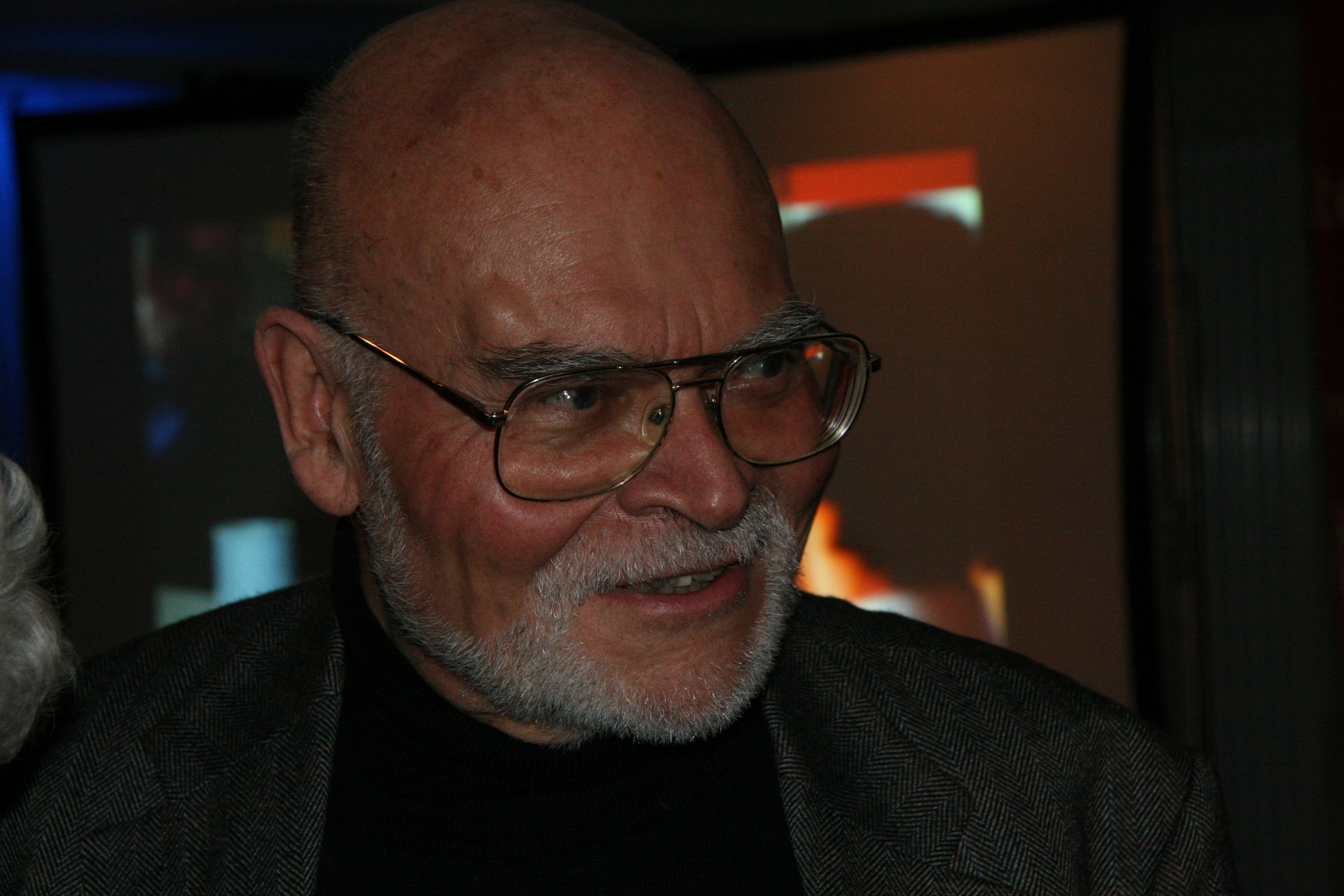
Peter Lösche (2010)

Die Habilitation für Neuere Geschichte und Politikwissenschaft folgte 1973 ebenfalls in Berlin, wo er bereits seit 1971 eine Dozentur am Otto-Suhr-Institut bekleidet hatte. Noch im Jahr seiner Habilitation wurde Lösche auf eine ordentliche Professur am Seminar für Politikwissenschaft der Universität Göttingen berufen, wo er bis zu seiner Emeritierung blieb. Er wurde mehrfach zum Dekan der Sozialwissenschaftlichen Fakultät gewählt. In Göttingen war er seit 1991 auch am Zentrum für Europa- und Nordamerikastudien tätig, seit 2001 außerdem Mitglied der Arbeitsgruppe Parteienforschung.
Lösche war als Gastprofessor an der Stanford University, an der University of California in Santa Barbara und an der Johns Hopkins University in Bologna tätig, außerdem war er für längere Forschungsaufenthalte in den Vereinigten Staaten und Neuseeland.
Lösche wurde vor allem durch seine Arbeiten zur Parteienforschung bekannt, einem breiteren Publikum aber auch durch zahlreiche Fernsehauftritte als Parteienexperte an Wahlabenden. Für die Informationen zur politischen Bildung schrieb er das Heft 292 über das Parteiensystem der Bundesrepublik Deutschland. Weitere Arbeitsschwerpunkte waren die politischen Entwicklungen in den Vereinigten Staaten sowie das Thema Anarchismus.
Von 1975 bis 1976 war Lösche stellvertretender Vorsitzender der Deutschen Vereinigung für Politische Wissenschaft (DVPW). Von 1972 bis 1999 war er Mitglied der Historischen Kommission zu Berlin.
Peter Lösche war seit 1957 Mitglied der SPD. Er war unter anderem Vorsitzender der Neuköllner Jusos.

## Veröffentlichungen (Auswahl)
Monographien
- Der Bolschewismus im Urteil der deutschen Sozialdemokratie 1903–1920. Colloquium-Verlag, Berlin 1967.
- Industriegewerkschaften im organisierten Kapitalismus. Der CIO in der Roosevelt-Ära, Westdeutscher Verlag, Opladen 1974, ISBN 3-531-11260-0.
- Anarchismus. Wissenschaftliche Buchgesellschaft, Darmstadt 1977.
- Politik in USA. Leske u. Budrich, Opladen 1977.
- Wovon leben die Parteien? Über das Geld in der Politik, Fischer-Taschenbuch-Verlag, Frankfurt/. 1984, ISBN 3-596-24262-2.
- Amerika in Perspektive. Politik und Gesellschaft der Vereinigten Staaten, Wissenschaftliche Buchgesellschaft, Darmstadt 1989, ISBN 3-534-80053-2.
- (mit Franz Walter): Die SPD: Klassenpartei – Volkspartei – Quotenpartei. Zur Entwicklung der Sozialdemokratie von Weimar bis zur deutschen Vereinigung. Wissenschaftliche Buchgesellschaft, Darmstadt 1992, ISBN 3-534-10994-5.
- Kleine Geschichte der deutschen Parteien. Kohlhammer, Stuttgart 1993.
- (mit Franz Walter): Die FDP: Richtungsstreit und Zukunftszweifel. Wissenschaftliche Buchgesellschaft, Darmstadt 1996, ISBN 3-534-80195-4.
- Die Vereinigten Staaten. Innenansichten: ein Versuch, das Land der unbegrenzten Widersprüche zu begreifen. Fackelträger, Hannover 1997.
- Verbände und Lobbyismus in Deutschland. Kohlhammer, Stuttgart 2007, ISBN 978-3-17-018187-8.

Als Herausgeber
- (zusammen mit Christian Graf von Krockow): Parteien in der Krise. Das Parteiensystem in der Bundesrepublik und der Aufstand des Bürgerwillens, Beck, München 1986, ISBN 3-406-31595-X.
- Vor dem Vergessen bewahren. Lebenswege Weimarer Sozialdemokraten, Colloquium-Verlag, Berlin 1988, ISBN 3-7678-0741-6.
- Göttinger Sozialwissenschaften heute. Fragestellungen, Methoden, Inhalte, Vandenhoeck & Ruprecht, Göttingen 1990, ISBN 3-525-35838-5.
- Solidargemeinschaft und Milieu. Sozialistische Kultur- und Freizeitorganisationen in der Weimarer Republik, drei Bände, Dietz, Bonn 1990–1993.
- Fußballwelten. Zum Verhältnis von Sport, Politik, Ökonomie und Gesellschaft, Leske und Budrich, Opladen 2002, ISBN 978-3-663-10118-5.

- Länderbericht USA. Geschichte, Politik, Wirtschaft, Gesellschaft, Kultur. Bundeszentrale für politische Bildung, 5., neu bearb. Aufl. Bonn 2008, ISBN 978-3-89331851-3 ISSN 0435-7604
- gemeinsam mit Anja Osterman (Hrsg.): Die Ära Obama. Erste Amtszeit, Bundeszentrale für Politische Bildung (BpB), Bonn 2012, (= Bundeszentrale für Politische Bildung: Schriftenreihe, Band 1290), ISBN 978-3-8389-0290-6.

Aufsätze
- Parteienverdrossenheit ohne Ende? Polemik gegen das Lamentieren deutscher Politiker, Journalisten, Politikwissenschaftler und Staatsrechtler. In: ZParl 26, 1995, S. 149–159.
- Parteienstaat Bonn – Parteienstaat Weimar? Über die Rolle von Parteien in der parlamentarischen Demokratie. In: Eberhard Kolb, Walter Mühlhausen (Hrsg.): Demokratie in der Krise. Parteien im Verfassungssystem der Weimarer Republik. Oldenbourg, München 1997, S. 141–164.
- Verbände, Gewerkschaften und das System der Arbeitsbeziehungen. In: Ders. (Hrsg.): Länderbericht USA. Ausgabe 2005.[4]